# Abedalá Aluaide II
Abu Maomé Abde Aluaide Arraxide (Abu Muhammad Abd al-Wahid ar-Rachid), também conhecido como Abu Maomé Arraxide Abde Aluaide (Abu Muhammad ar-Rashid Abd al-Wahid) e Abu Maomé Arraxide Abde Aluaide ibne Almamune (em árabe: أبو محمد الرشيد عبد الواحد بن المأمون; romaniz.: Abū Muḥammad Ar-Rashīd `Abd al-Wāḥid ibn Al-Mā'mūn), foi um rei de Marrocos da  Dinastia almóada, reinou entre 1232 e 1242. Foi antecedido no trono por Idris Almamune, e foi seguido no trono por Alboácem Assaíde Almutadide. 